# Bagendon
Bagendon – wieś w Anglii, w hrabstwie Gloucestershire, w dystrykcie Cotswold. Leży 23 km na południowy wschód od miasta Gloucester i 131 km na zachód od Londynu.